# Font del Sant Crist i de Santa Maria
La Font del Sant Crist i de Santa Maria és una obra de la Pobla de Claramunt (Anoia) inclosa a l'Inventari del Patrimoni Arquitectònic de Catalunya.